# Lapua
Lapua (in svedese Lappo) è una città finlandese di 14099 abitanti, situata nella regione dell'Ostrobotnia Meridionale. Ricevette il titolo cittadino nel 1977.

## Politica
Nel comune fu fondato nel 1929 un movimento politico omonimo, nazionalista e anticomunista. Dopo aver tentato, fallendo, un colpo di stato nel 1932, fu messo al bando.